# Merry Crisis
Merry Crisis o Merry Crisis and a Happy New Fear fou un lema que va aparèixer com a graffiti a Atenes durant la revolta a Grècia de 2008. Una mica abans, una fotografia d'aquest graffiti va aparèixer a la portada de la revista Vavel en el seu número especial de Nadal de 2007. La publicació britànica anarquista Occupied London va afirmar que va ser "«una de les principals consignes de la revolta de 2008».